# Basen Somalijski
Basen Somalijski – basen oceaniczny Oceanu Indyjskiego, położony w jego północno-zachodniej części, ograniczony Grzbietem Arabsko-Indyjskim, Komorami, Seszelami i wschodnim wybrzeżem Afryki.